# 马纳萨
马纳萨（Manasa），是印度中央邦Neemuch县的一个城镇。总人口22622（2001年）。

## 人口
该地2001年总人口22622人，其中男性11580人，女性11042人；0—6岁人口3196人，其中男1672人，女1524人；识字率67.75%，其中男性为77.50%，女性为57.53%。